# تاريخ أكثر إيجازا للزمن
تاريخ أكثر إيجازا للزمن (بالإنجليزية:  (بالإنجليزية: A Briefer History of Time)‏ هو كتاب علمي يفصل فيه كاتباه ستيفن هوكينج وليوناردو ملودينوف مسألة الكون وقضية نشأته منذ الوهلة الأولى أي منذ بداية الانفجار العظيم، حيث يحاولان الحديث عن طريقة وكيفية النشأة وما رافق ذلك من تغييرات وتقلبات حرارية وكذلك ذرية، ثم يبحثان في أول الذرات الناتجة بعد ذلك الانفجار وسبب نشأتها. هذا بالإضافة إلى مناقشتهما للعديد من النظريات السابقة خاصة الفزيائية منها.

## نجاح الكتاب
لقد حقق كتاب تاريخ أكثر إيجازا للزمن والذي كتبه ستيفن هوكينج مبيعات ضخمة، وأصبح علامة مميزة في الكتابة العلمية. ويرجع السبب في ذلك إلى الموضوعات المهمة التي تناولها، وبالخصوص طبيعة المكان والزمان، وتاريخ ومستقبل العالم.
يشترك مع ستيفن هوكنج في هذا الكتاب ليوناردو ملودينوف، ويود المؤلفان جعل محتواه أكثر قبولاً، وتم تزويده بأحدث المشاهدات والاكتشافات وكذلك صور لتفسير معظم الظواهر التي يتطرق لها الكتاب في فقراته وبين سطوره.

## خلاصة الكتاب
كما هو واضح من عنوانه، فالكتاب يتحدث عن تاريخ نشأة الكون، وما تلاه من نظريات علمية و فرضيات رياضية وفزيائية، حيث يفسر كل فرضية على حدى تفسيرا موجزا مدعما بصور لتدعيم تفسير الظاهرة.